# Michał Kłobukowski
Michał Kłobukowski (ur. 1951 w Warszawie) – polski tłumacz literatury amerykańskiej i angielskiej, poeta, honorowy członek Stowarzyszenia Tłumaczy Literatury.

## Życiorys
Studiował filologię angielską w Warszawie 1970–1971 i w Poznaniu 1973–1975. Tłumaczeniem zaczął się zajmować w 1988 roku. Przełożył ponad 50 pozycji, m.in. Hańbę Coetzee, Trylogię nowojorską Paula Austera, Podziemia DeLillo, Lolitę, Blady ogień i Nieprawe godło Nabokova, Hotel New Hampshire Irvinga, Wielkomiluda Roalda Dahla oraz poezję Charlesa Bukowskiego. 
Pod koniec lat 70. XX wieku wydał tomik poezji Innowajca, napisał też kilka tekstów piosenek dla Martyny Jakubowicz (np. Młode wino, Wróżba nie służba, Gorąca sień). „Res Publica Nowa” (3/04) opublikowała jego poemat Jesteśmy wreszcie we własnym domu, nie darujemy nikomu.

## Członkostwo
- członek Polskiego PEN Clubu
- członek ZAIKS-u
- w latach 1997–2000 juror Stowarzyszenia Tłumaczy Polskich
- członek honorowy Stowarzyszenia Tłumaczy Literatury

## Publikacje

### Teksty własne
- Innowajca (tomik wierszy) Wrocław, Ossolineum 1978
- Surnia ulula, Pismo Literacko-Artystyczne nr 2, 1986
- Kot w dom, Wiedza i Życie nr 1, 1987
- Dziewictwo i inne dziwactwa, Fikcje i Fakty nr 8, 1987
- Od Asa do Zsa-Zsa, Literatura na Świecie nr 10, 1989
- Buk, Buk. Kto tam? Exlibris 72, 1995
- Miasto z onirytu, Exlibris 75, 1995
- Bestiaries are best, i basta! Exlibris 77, 1995
- Przejrzystość toni, Exlibris 80, 1995
- Brzemię mgły, ResPublica Nowa nr 2, 2003
- Jesteśmy wreszcie we własnym domu, ResPublica Nowa nr 3, 2004

### Wywiady
- wywiad poświęcony twórczości Paula Austera, Życie nr 19 s. 15, 1996[1].

## Przekłady

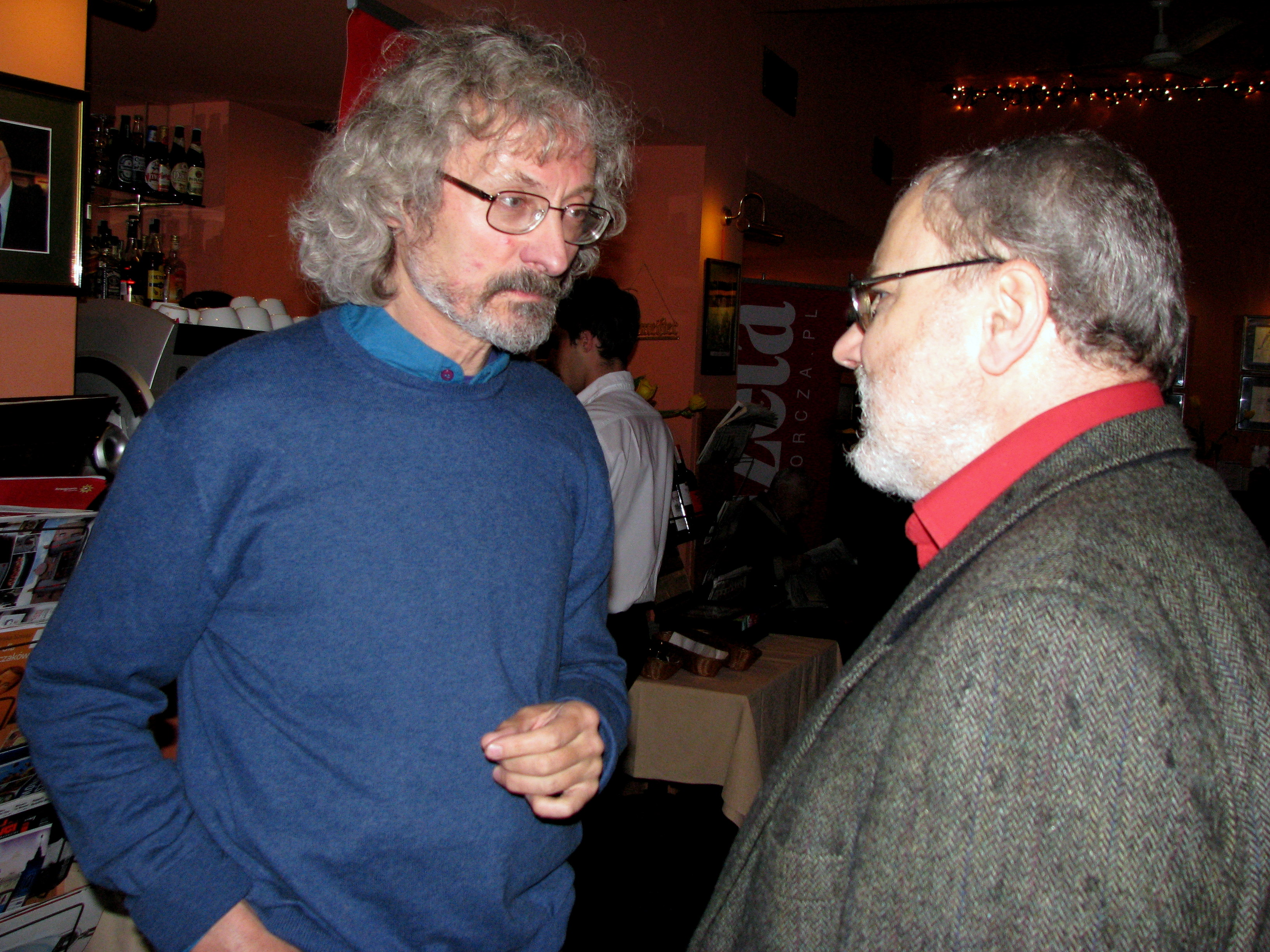
Michał Kłobukowski z Janem Gondowiczem w Stowarzyszeniu Pracowników, Współpracowników i Przyjaciół Rozgłośni Polskiej Radia Wolna Europa Imienia Jana Nowaka-Jeziorańskiego – Warszawa, 15 maja 2011

### Książki
- Philip Ardagh
  - Makabrrryczne numery (Warszawa: Muza, 2002)
  - Straszny koniec (Warszawa: Muza, 2002)
- Paul Auster
  - W kraju rzeczy ostatnich (Warszawa: Noir sur Blanc, 1996)
  - Trylogia nowojorska (zawiera: Szklane miasto, Duchy, Zamknięty pokój; Warszawa: Noir sur Blanc, 1996, 2001; Poznań: Rebis, 2006; Kraków: Znak, 2012)
- Charles Bukowski
  - Z szynką raz! (Warszawa: Noir sur Blanc, 1994)
  - Z obłędu odsiać słowo, wers, drogę (Warszawa: Noir sur Blanc, 2005)
- John Maxwell Coetzee
  - Hańba (Kraków: Znak, 2001)
  - Młodość (Kraków: Znak, 2007)
  - Chłopięce lata (Kraków: Znak, 2007)
  - Zapiski ze złego roku (Kraków: Znak, 2008)
- Robert Coover
  - Wieczór w kinie (Warszawa: PIW, 1991)
  - Gus Burczymucha z Chicago Bearsów (Warszawa: Przedświt,1991)
- Don DeLillo
  - Podziemia (Poznań: Rebis, 2000; Warszawa: Libros, 2001)
  - Gracze (Warszawa: Noir sur Blanc, 2008)
  - Performerka (Warszawa: Noir sur Blanc, 2009)
  - Punkt omega (Warszawa: Noir sur Blanc, copyright 2011)
- Russel Hoban
  - Żółwi dziennik (Warszawa: Baobab, 2009)
  - To była Lola (Warszawa: Świat Książki, 2010)
- Yiyun Li
  - Włóczędzy (Wołowiec: Wydawnictwo Czarne, 2010)
  - Tysiąc lat dobrych modlitw (Wołowiec: Wydawnictwo Czarne, 2011)
- Vladimir Nabokov
  - Prawdziwe życie Sebastiana Knighta (Warszawa: PIW; 1992, Muza, 2003)
  - Blady ogień (wspólnie ze Stanisławem Barańczakiem, Warszawa: Da Capo, 1998)
  - Lolita (Warszawa: Da Capo, 1997; Bertelsmann, 2001; Muza, 2003; Gazeta Wyborcza, 2003)
  - Nieprawe godło (Warszawa, Muza, 2006)
  - List, który nie dotarł do Rosji i inne opowiadania; T. 1 (dwa opowiadania w tłum. Leszka Engelkinga; Warszawa: Muza, 2007)
  - Śmiech w ciemności (Warszawa: Da Capo, 2000; Warszawa: Muza, 2009)
  - Kęs życia i inne opowiadania (Warszawa: Muza, 2009)
- Salman Rushdie
  - Harun i Morze Opowieści (Warszawa: A&B, 1993; Poznań: Rebis, 2010)
  - Luka i ogień życia (Poznań: Rebis, 2010)
- George Saunders
  - Dziesiąty grudnia: opowiadania (Warszawa: W.A.B., 2016)
  - Lincoln w Bardo (Kraków: Znak, 2018)

- Martin Amis, Strzała czasu (Warszawa: Muza, 1997)
- Philip Ardagh, Okropne Nowiny (Warszawa: Muza, 2003)
- Peter S. Beagle, Ostatni jednorożec (Warszawa: Alfa-Wero, 1995, Prószyński i S-ka 1998)
- André Brink, Tamta strona ciszy (Warszawa: Noir sur Blanc, 2005)
- Iosif Brodski, Mniej niż ktoś (Warszawa: CDN, 1989)
- Richard Burgin, Rozmowy z Jorge Luisem Borgesem (Gdańsk: Marabut, 1993)
- Michael Chabon, Poświata (Warszawa: W.A.B., 2018)
- Rich Cohen, Twardzi Żydzi (Warszawa: Noir sur Blanc, 2003)
- Joanna Cole, Bruce Degen, Magiczny autobus (Gdańsk, Gdańskie Wydawnictwo Oświatowe, 2005)
- Joseph Conrad, Lord Jim (Kraków: Znak, 2001)
- Roald Dahl, Wielkomilud (Warszawa: GIG, 1991)
- J.P. Donleavy, Ryży (Warszawa-Kraków: Przedświt-Wydawnictwo Literackie,1991)
- Jonathan Safran Foer, Wszystko jest iluminacją (Warszawa: W.A.B, 2003; wyd. 2. 2008)
- Eugen Herrigel, Zen w sztuce łucznictwa (Warszawa: Pusty Obłok, 1988; Bydgoszcz: Diamond Books, 2007)
- Patricia Highsmith, Gra Ripleya (Warszawa: Noir sur Blanc, 2008)
- John Irving, Hotel New Hampshire (Warszawa: Wojciech Pogonowski, 1992, Prószyński i S-ka 1998, 1999, 2000, 2002, 2004, 2016)
- Sana Krasikov, Jeszcze rok (Wołowiec: Wydawnictwo Czarne, 2010)
- Ewa Kuryluk, Wiek 21 (Gdańsk: Marabut, 1995; Warszawa: Twój Styl, 2005)
- Jakusho Kwong, Bez początku, bez końca: intymne serce zenu (Warszawa: Świat Książki – Bertelsmann Media, 2005; Kielce: Wydawnictwo Charaktery, Kannon Buddyjska Wspólnota Zen, cop. 2016)
- Daphne du Maurier, Jabłoń, w zbiorze Makabreski (Warszawa: GiG, 1990)
- Cormac McCarthy, Strażnik sadu (Kraków: Wydawnictwo Literackie, 2010)
- Larry McMurtry, Na południe od Brazos (T. 1-2, Warszawa: PIW, 1991; Czerwonak: Vesper, 2017)
- Andrew Miller, Oczyszczenie (Kraków: Znak, 2014)
- Henry Miller, Nexus (Warszawa: Noir sur Blanc, 1996)
- Giles Milton, Samuraj William: Obieżyświat, który otworzył wrota Japonii (Warszawa: Noir sur Blanc, 2004)
- Thích Nhất Hạnh, Spokój to każdy z nas (Warszawa: Pusty Obłok, 1992; Warszawa: Santorski i S-ka, 2008)
- Josip Novakovich, Prima Aprilis dzień frajera (Warszawa: Baobab, 2006)
- Robert Nye, Pamiętniki Lorda Byrona (Gdańsk: Marabut, 1996)
- Marshall B. Rosenberg, Porozumienie bez przemocy (Warszawa: Santorski i S-ka, 2003)
- Elif Şafak, Bękart ze Stambułu (Kraków: Wydawnictwo Literackie, 2010)
- Graham Swift, Raz na zawsze (Warszawa: Muza, 1995)
- Eckhart Tolle, Potęga teraźniejszości (Kraków: Wydawnictwo A, 2003; Łódź: Galaktyka, cop. 2010)
- Chögyam Trungpa, Mit wolności a droga medytacji (Warszawa: Inanna-Santorski i S-ka, 2007)
- Kurt Vonnegut, Sinobrody (Warszawa: Blue Lobster, 1993; Poznań: Zysk i S-ka, 2007)
- Alice Walker, Kolor purpury (Warszawa: Ryton, 1992; Muza, 2003; Prószyński i S-ka, 2011)
- William Butler Yeats, wiersze w: Wiersze wybrane (Wrocław: Ossolineum, 1997)

### Sztuki teatralne i adaptacje
- Joseph Conrad, Lord Jim, Warszawa, Teatr TV 2002 (adaptował Michał Komar)
- Edward Bond, Ocaleni, Stary Teatr, Kraków 1996
- Roald Dahl, Wielkomilud, 3 różne adaptacje radiowe, Warszawa, 1991 – 1993. Łódź, Teatr Arlekin 2000. Warszawa, Teatr Baj 2007
- Michael Frayne, Ośle lata, Warszawa, Teatr Kwadrat 1991, Kraków, Teatr Bagatela 1995
- Henrik Ibsen, Peer Gynt (z Małgorzatą Semil, adaptacja) Warszawa, Teatr Studio 1991
- Terrence McNally, Złe nawyki, Warszawa, Teatr Kwadrat 1991
- Joyce Carol Oates, Klastery, Warszawa, Teatr TV 1992
- Peter Schaffer, Białe kłamstwa, Warszawa, Teatr TV 1992
- Dylan Thomas, Rozmowa o Gwiazdce, Polskie Radio, 1988

### Przekłady w czasopismach
- Stanisław Ignacy Witkiewicz, Listy do Bronisława Malinowskiego [z polskiego na angielski], Konteksty 2000

- Iosif Brodski
  - 2 eseje z Mniej niż ktoś, Literatura na Świecie nr 7, 1988
  - W hołdzie Markowi Aureliuszowi, Zeszyty Literackie nr 2, 1996
- Ewa Kuryluk
  - Śmierć Djuny Barnes, Zeszyty Literackie nr 3, 1993
  - Wiek 21, Kwartalnik Artystyczny nr 4, 1994
  - Wiek 21, Tytuł No. 3, 1994
  - Pochwała nieodpowiedzialności, Kresy nr 18, 1994
  - Wiek 21, Literatura na Świecie nr 1-2, 1994
- Vladimir Nabokov
  - Don Kichot, Pismo Literacko-Artystyczne nr 2, 1986
  - Lolita, Zeszyty Literackie nr 2 (58) 1997
  - Lolita, Playboy nr 4 (53) 1997
- Robert Nye
  - wiersze, Tytuł nr 1, 1995
  - Pamiętniki Lorda Byrona, Tytuł nr 1, 1995
  - Pamiętniki Lorda Byrona, Playboy nr 2, 1995
- Dylan Thomas
  - Wrogowie, Fikcje i Fakty nr 5, 1986
  - Rozmowa o Gwiazdce, Fikcje i Fakty nr 10, 1986
  - Gwiazdka w Walii, Znak nr 12, 2000

- Walter Abish, Alfabetyczna Afryka, Literatura na Świecie nr 10, 1989
- Peter S. Beagle, Ostatni jednorożec, Przekrój nr 2208, 1987
- Ambrose Bierce, Czuwanie przy zwłokach, Fikcje i Fakty nr 5, 1987
- Richard Burgin, Rozmowy z Jorge Luisem Borgesem, Tygodnik Powszechny, sierpień 1993
- William S. Burroughs, Nagi lunch, Gazeta Wyborcza, kwiecień 1993
- Hubert Marshal Butler, Piotrowe okno, Zeszyty Literackie nr 3, 1994
- Carlos Castaneda, Opowieści o mocy, Literatura na Świecie nr 8–9, 1985
- Robert Coover, Film rysunkowy, Literatura na Świecie nr 10, 1989
- John Irving, Hotel New Hampshire, Świat Literacki nr 3+4, 1991; Gazeta Wyborcza, czerwiec 1992
- Steve Katz, 2 rozdziały z powieści Wier and Pouce, Literatura na Świecie nr 10, 1989
- Joyce Carol Oates, Klastery, Dialog No. 5 – 6, 1991
- Edgar Allan Poe, Cień, Fikcje i Fakty nr 5, 1985
- Monty Python, piosenki, Gazeta Wyborcza, luty 1992John Irving,
- Salman Rushdie, Harun i Morze Opowieści, Świat Literacki nr 5, 1992
- John Sladek, Roderyk, czyli edukacja młodej maszyny, Literatura na Świecie nr 10, 1988
- Susan Sontag, Pochwała Danilo Kiśa, Literatura na Świecie nr 11, 1994
- Kurt Vonnegut, Sinobrody, Gazeta Wyborcza, wrzesień 1992
- William Butler Yeats, wiersze, w: Twórczość nr 8, 1997

## Nagrody i odznaczenia
- 1991 – Główna nagroda Stowarzyszenia Tłumaczy Polskich za przekład literacki (Wielkomilud Roalda Dahla i Na południe od Brazos Larry’ego McMurtry’ego)
- 1991 – Wyróżnienie Międzynarodowej Izby ds. Książek dla Młodych za przekład Wielkomiluda Roalda Dahla
- 2002 – Nagroda Literatury na Świecie za przekład Lorda Jima Josepha Conrada
- 2002 – Nagroda literacka ZAiKS-u dla tłumaczy[2]
- 2013 – Brązowy Medal „Zasłużony Kulturze Gloria Artis”[3]
- 2015 – nominacja do Nagrody im. Tadeusza Boya-Żeleńskiego za Twórczość Translatorską
- 2020 – Nagroda Literatury na Świecie za całokształt twórczości przekładowej

## Stypendia
- lipiec 1990 – The Modern British Lit Seminar, Cambridge
- 1994/1995 – The Kościuszko Foundation Exchange Program

### Wywiady do słuchania
- „Oczyszczenie”. Smród Paryża metaforą upadku starego świata [rozmowa z Michałem Kłobukowskim na temat książki Andrew Millera]. www.polskieradio.pl. [dostęp 2018-11-20].
- Wyzwania i rozczarowania zawodu tłumacza. Michał Kłobukowski o tłumaczeniach z języka angielskiego. www.polskieradio.pl. [dostęp 2018-10-05].
- Wywiad z Kłobukowskim o nowowydanej „Poświacie” M. Chabona, na czasie 01:09:58-01:20:41. www.polskieradio.pl. [dostęp 2018-09-21].
- Wywiad z Kłobukowskim o nowowydanym „Lincolnie w bardo” G. Saundersa, na czasie 39:37-46:03. www.polskieradio.pl. [dostęp 2018-09-22].
- „Lincoln w Bardo” – bardzo życiowa książka o śmierci. www.polskieradio.pl. [dostęp 2018-09-20].

### Wywiady do czytania
- Wyrywanie wątroby. Rozmowa z Michałem Kłobukowskim dla dwutygodnika, 07.2011, wydanie 111. www.dwutygodnik.com. [dostęp 2018-07-03].